# 1971 في العراق
القوائم التالية للأحداث التي حدثت خلال عام 1971 في الجمهورية العراقية.

## في المنصب
- الرئيس: أحمد حسن البكر
- رئيس الوزراء: أحمد حسن البكر
- نائب الرئيس: صدام حسين

## الأحداث
- كارثة الحبوب السامة في العراق 1971.

## رياضة
- انطلاق بطولة دوري المؤسسات - بغداد 1971–72.

## مواليد
- أبو بكر البغدادي
- أحمد الصافي
- أحمد جاسم صابر محمد
- أيمن رضا
- خالد كاكي
- سليم الجبوري
- عائشة المساري
- علي الجابري
- علي حاتم السليمان
- علي غدير
- عمار الحكيم
- عمر الفاروق (تنظيم القاعدة)
- فائق الشمري
- فالح الخزعلي
- فراس هاشم
- فيان دخيل
- كاظم عطية الشمري
- ماجد المهندس
- نهلة حسين الشالي

## وفيات
- حردان التكريتي
- حمدي الأعظمي
- سعد عمر العلوان
- عبد الجبار الجومرد
- عبد الله الدملوجي
- فؤاد الركابي
- فؤاد جميل
- محمد الصيهود الحبيب
- محمد شفيق العاني
- يوسف يعقوب مسكوني